# Alquife
Alquife – gmina w Hiszpanii, w prowincji Grenada, w Andaluzji, o powierzchni 12,19 km². W 2011 roku gmina liczyła 712 mieszkańców.
Słynie z kopalni żelaza, które od czasów starożytnych Rzymian dawały dobrobyt temu obszarowi.